# Zamek Thierbach
Zamek Thierbach (niem. Schloss Thierbach) – zabytkowy zamek w Thierbach (Saksonia).
Właścicielem dworu w 1277 był Heinrich von Thierbach. Od 1471 siedziba była w rękach rodziny von Kitzscher. Od 1650 dwór przez prawie sto lat należał do rodu von Claußbruch, a w 1730 został sprzedany von Zehmen. W 1888 siedziba weszła w posiadanie rodziny von Auenmüller, za której panowania w bezpośrednim jej sąsiedztwie wybudowano zamek w stylu neogotyckim (1888).

## Galeria

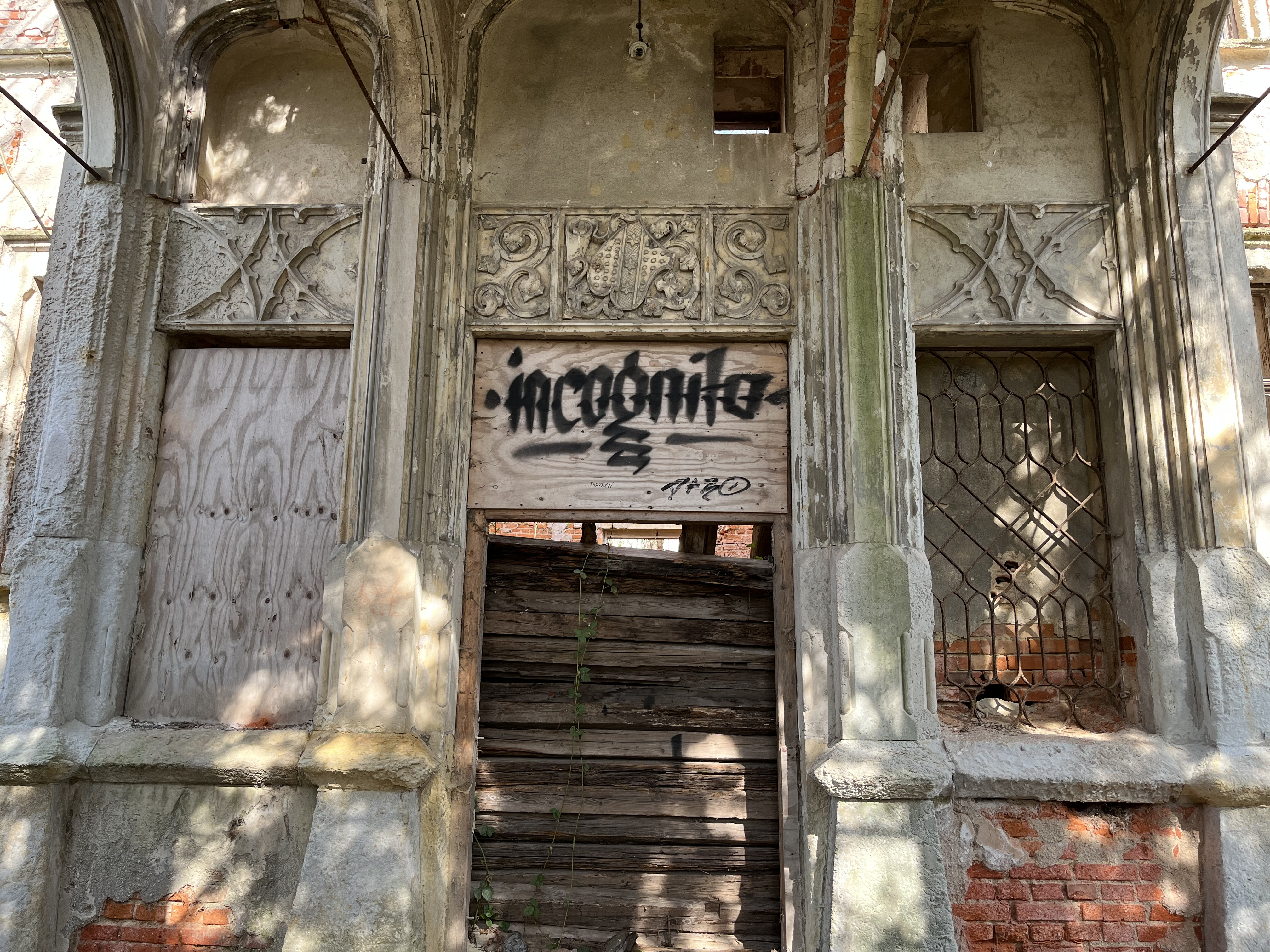
Płycina z herbem von Auenmüller
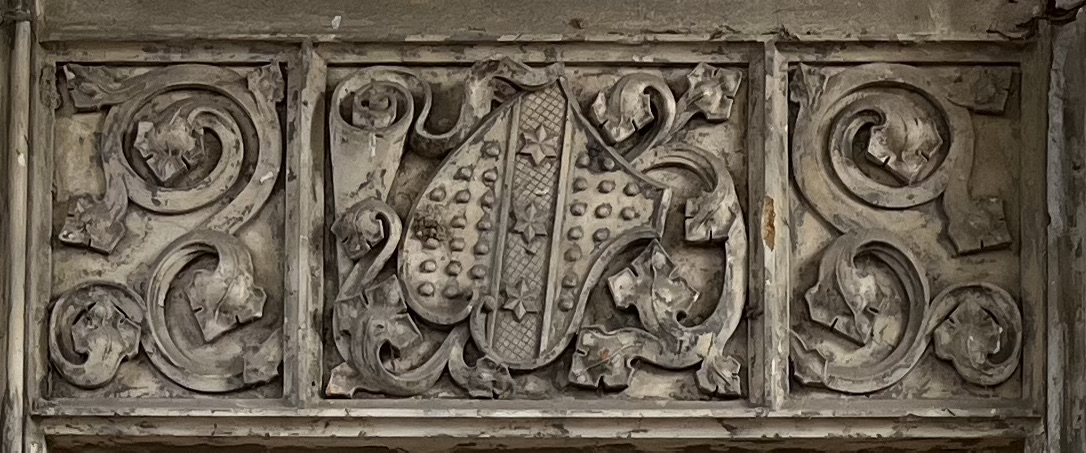
Herb von Auenmüller
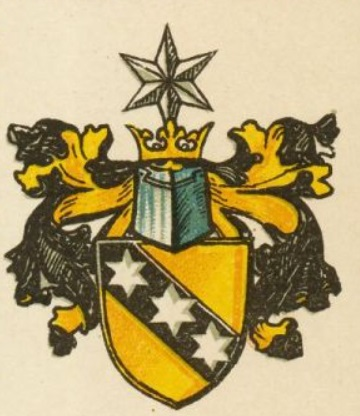
Herb von Auenmüller
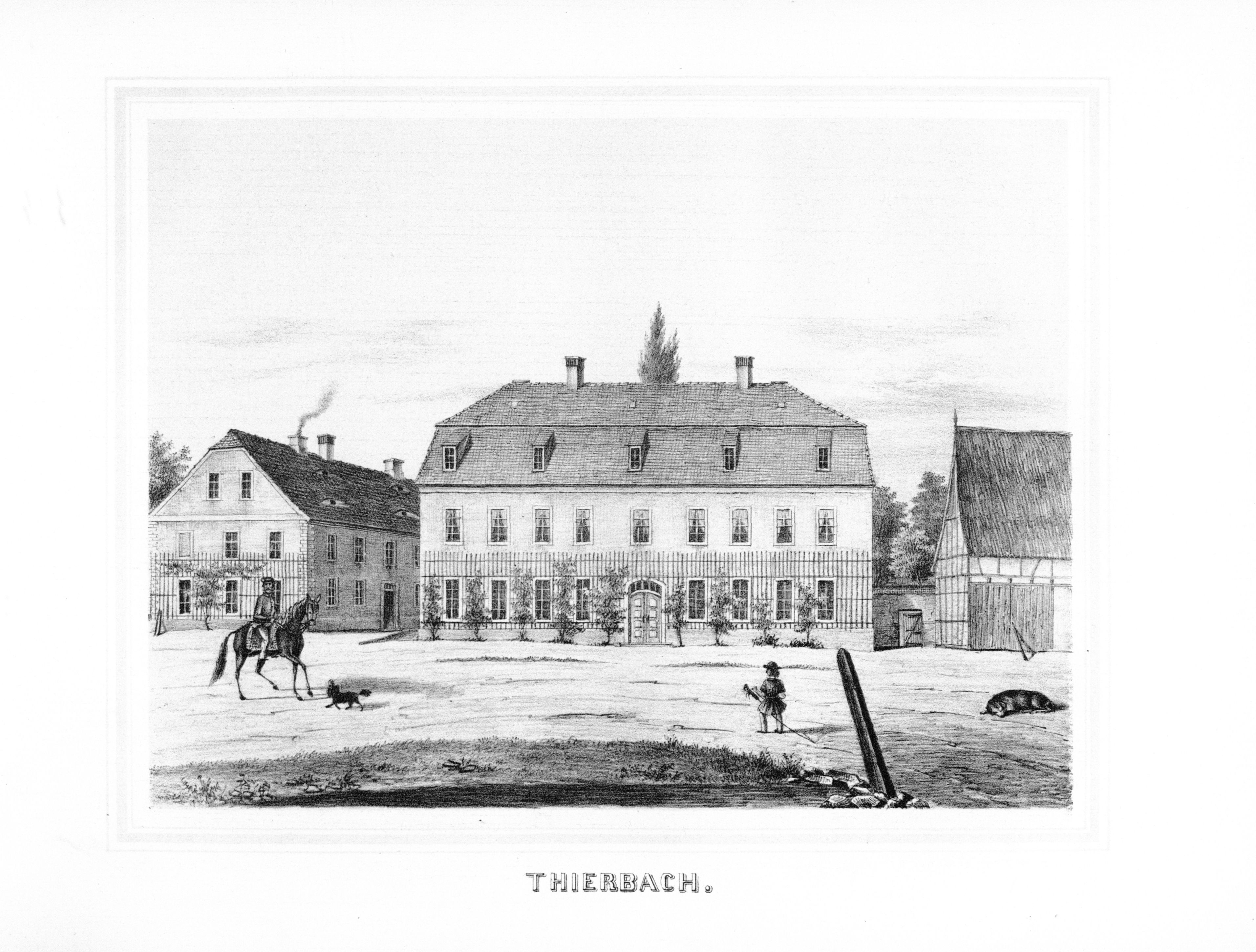